# Gottfrid Stålfelt
Martin Gottfrid Stålfelt, född 24 september 1891 i Osby socken, Kristianstads län, död 5 maj 1968 i Hägersten, Stockholm, var en svensk botaniker. Han var 1942–1959 professor i botanik, särskilt fysiologi, vid Stockholms högskola. Han invaldes 1944 i Vetenskapsakademien. Han var också ledamot av Vetenskapssocieteten i Uppsala.
Gottfrid Stålfelt var son till lantbrukaren Nils Persson och bror till Edvin Stålfelt. Efter studentexamen i Stockholm 1911 studerade han vid Stockholms högskola och blev filosofie magister 1916, filosofie licentitat 1918 och filosofie doktor samt docent i växtfysiologi 1921. Han uppehöll 1922–1925 den botaniska professuren och var laborator i botanik 1926–1932. 1922–1929 var han därjämte docent i skogsfysilogi vid Skogshögskolan och 1932–1936 efter kallelse docent och speciallärare i västernas anatomi, fysiologi och ekologi vid Lantbrukshögskolan. Han var på nytt laborator vid Stockholms högskola 1936–1941 och kallades 1941 tillbaka dit som professor i botanik från ett aldrig tillträtt lektorat vid Majornas läroverk i Göteborg. Efter ämnets delning på två professurer var han från 1949 professor i botanik, särskilt fysiologi och anatomi. Stålfelt studerade 1922 i Nederländerna och Tyskland, 1923 vid Kaiser-Wilhelm-Institut für Biologie i Berlin-Dahlem och 1928 vid Boyce Thompson Institute for Plant Research i Yonkers. Han blev 1944 ledamot av Vetenskapsakademien och var 1947–1950 vice ordförande i Nordisk förening för växtfysiologi, som han var med om att starta 1947. Stålfelt hade en viktig del i utforskandet av de gröna växternas fotosyntes. Särskilt bidrog han med en bättre förståelse av hur fotosyntesens styrka bestäms hos de med bladmunnar försedda växterna. Stålfelt är begravd på Skogskyrkogården i Stockholm.